# Charles-Jacques Saillant
Pour les articles homonymes, voir Saillant.
Charles-Jacques Saillant, né le 8 avril 1747 à Paris et mort le 6 août 1814 à Villiers-le-Bel, est un médecin français.

## Biographie
Fils d’un libraire parisien, Saillant, spécialisé en sphygmologie, était membre de la Faculté de médecine de Paris et de la Société royale de médecine. Il s’est intéressé à l’ergotisme, alors nommé « feu de Saint-Antoine » et co-publié, avec Henri-Alexandre Tessier et Jean-Jacques Paulet, des « Recherches sur le feu Saint-Antoine » dans les Mémoires de l’Académie de médecine.
Pendant la Révolution, il devint prêtre et fut ordonné par les Constitutionnels. Il fut fait curé de Villiers-le-Bel, assista au concile de 1801 comme député du clergé de Versailles. Il a publié un certain nombre d’ouvrages qui se ressentent tous du jansénisme.

## Publications
- Mémoire historique sur la maladie singulière de la veuve Melin, 1776, in-12, 45 p.
- Le Chrétien instruit de sa religion, de l’Écriture sainte et de l’histoire de l’Église et particulièrement de l’église de France, ou Journée d’un chrétien pour l’année 1797, in-18.M. de Boulogne prémunit ses lecteurs contre cette compilation, qui reflète, selon lui, les préjugés de l’auteur, dans les Annales catholiques, t. III ; p. 127.
- Éloges funèbres de Regnauld, Eschausses et Durand, 1797, in-12, 36 p.
- Lettre insérée dans les Annales des constitutionnels, t. XV, p. 235.
- La Religion catholique triomphant de l’erreur par les décisions des Pères, des conciles et des papes, 1805, in-12.
- Les véritables Promesses faites au peuple juif et à toute l’Église, 1807, in-12.
- Mémoires secrets sur la vie de M. d***, 1812, in-8°.
- Éloge d’Augustin-François Bailliet, 1808, in-8°, 71 p.Selon Barbier.